# Drimycarpus anacardiifolius
Drimycarpus anacardiifolius är en sumakväxtart som beskrevs av C.Y. Wu & T.L. Ming. Drimycarpus anacardiifolius ingår i släktet Drimycarpus och familjen sumakväxter. Inga underarter finns listade i Catalogue of Life.